# Próg skalny

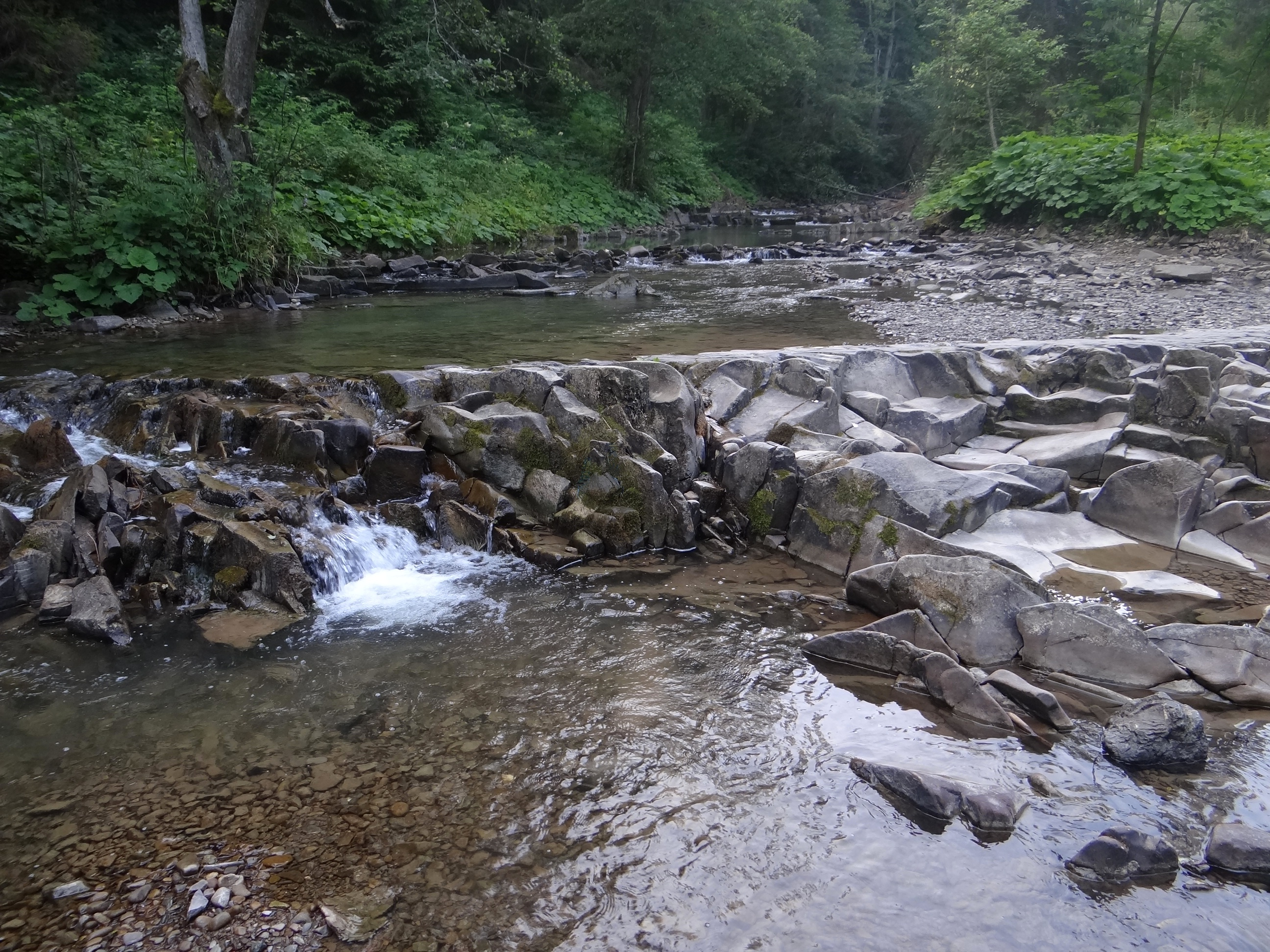
Próg rzeczny na potoku Cicha

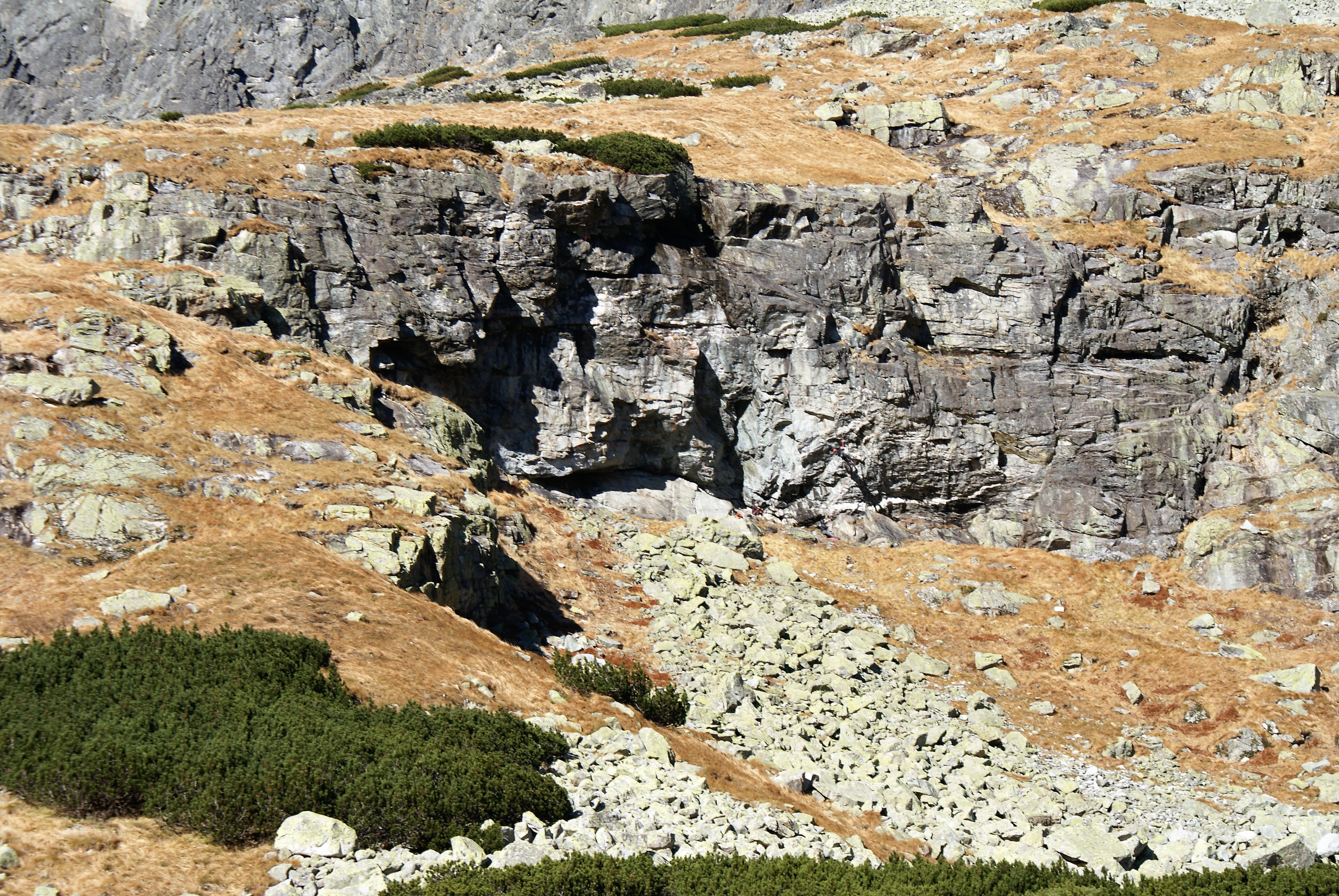
Próg lodowcowy w Dolinie Wielickiej

Próg skalny – przegroda skalna w korycie rzeki, potoku lub dnie doliny, usytuowana prostopadle lub skośnie do ich biegu. Jeśli jest to próg na rzece lub potoku nosi nazwę progu rzecznego.
Powstaje w wyniku erozji wgłębnej wcinającej się nierównomiernie w podłoże skalne o zróżnicowanej odporności (szybciej w warstwy mniej odporne), co prowadzi do wykształcenia schodowego profilu podłużnego. Powstają na przemian odcinki koryta o mniejszym i większym spadku, tworzące progi i załomy skalne, a czasami baniory pomiędzy nimi.
W dolinach lodowcowych progi skalne są wynikiem przebiegającej erozji lodowcowej i związane są z występowaniem skał o różnej odporności oraz ze zróżnicowaną miąższością i sposobem ruchu lodowca. Takie progi noszą nazwę progów lodowcowych.
Progi skalne mogą być też pochodzenia tektonicznego (na uskokach) oraz występować u wylotu zawieszonych dolin.
Wyróżniamy następujące rodzaje: progi jednostronne (stopnie), progi dwustronne (rygle), progi pojedyncze, systemy progów (kaskada).
Progi skalne wpływają na sposób płynięcia i prędkość wody w rzece. Woda spadając z wysokich progów skalnych tworzy wodospady, z niskich szypoty i bystrza.